# Signy Island
Signy Island är en ö i Antarktis. Den ingår i ögruppen Sydorkneyöarna nordost om Antarktiska halvön. Argentina och Storbritannien gör anspråk på området. Arean är 18,6 kvadratkilometer.
Terrängen på Signy Island är lite kuperad. Öns högsta punkt är 280 meter över havet. Den sträcker sig 7,1 kilometer i nord-sydlig riktning, och 5,0 kilometer i öst-västlig riktning.
I övrigt finns följande på Signy Island:
- Isformationer:
  - McLeod Glacier (en glaciär)
  - Orwell Glacier (en glaciär)
- Insjöar:
  - Bothy Lake (en sjö)
  - Changing Lake (en sjö)
  - Emerald Lake (en sjö)
  - Gneiss Lake (en sjö)
  - Heywood Lake (en sjö)
  - Hillier Moss (en sjö)
  - Khyber Pools (en sjö)
  - Knob Lake (en sjö)
  - Light Lake (en sjö)
  - Moss Lake (en sjö)
  - Orwell Lake (en sjö)
  - Pumphouse Lake (en sjö)
  - Sombre Lake (en sjö)
  - Spirogyra Lake (en sjö)
  - Thomas Tarn (en sjö)
  - Tioga Lake (en sjö)
  - Tranquil Lake (en sjö)
  - Twisted Lake (en sjö)
  - Wallows (en sjö)
- Slätter:
  - Andreaea Plateau (en platå)
  - Elephant Flats (en platå)
  - Mirounga Flats (en platå)
  - Penguin Highway (en platå)
- Stränder:
  - Waterpipe Beach (en strand)
- Kullar:
  - Garnet Hill (en kulle)
  - Gneiss Hills (en kulle)
  - Jensen Ridge (en ås)
  - Little Tioga (en kulle)
  - Manhaul Rock (en kulle)
  - Marble Knolls (en kulle)
  - North Gneiss (en kulle)
  - Snow Hills (en kulle)
  - South Gneiss (en kulle)
  - Spindrift Ridge (en ås)
  - Tioga Hill (en kulle)
  - Wynn Knolls (en kulle)
- Halvöar:
  - Gourlay (en udde)
  - Jebsen Point (en udde)
- Dalar:
  - Erratics Valley (en dal)
  - Limestone Valley (en dal)
  - Moraine Valley (en dal)
  - Paternoster Valley (en dal)
  - Pinder Gully (en dal)
  - Stonechute Gully (en dal)
  - Three Lakes Valley (en dal)
  - Tranquil Valley (en dal)
- Berg:
  - Cryptogam Ridge (en bergstopp)
  - Everson Ridge (en bergstopp)
  - Jane Peak (en bergstopp)
  - Robin Peak (en bergstopp)
  - Strombus Ridge (en bergstopp)
  - Thulla Ridge (en bergstopp)
  - Usnea Ridge (en bergstopp)
- Bergspass:
  - Changing Col (ett bergspass)
  - Cummings Col (ett bergspass)
  - Hawes Col (ett bergspass)
  - Jane Col (ett bergspass)
  - Khyber Pass (ett bergspass)
  - Spindrift Col (ett bergspass)